# Thomas Robert Bugeaud de la Piconnerie

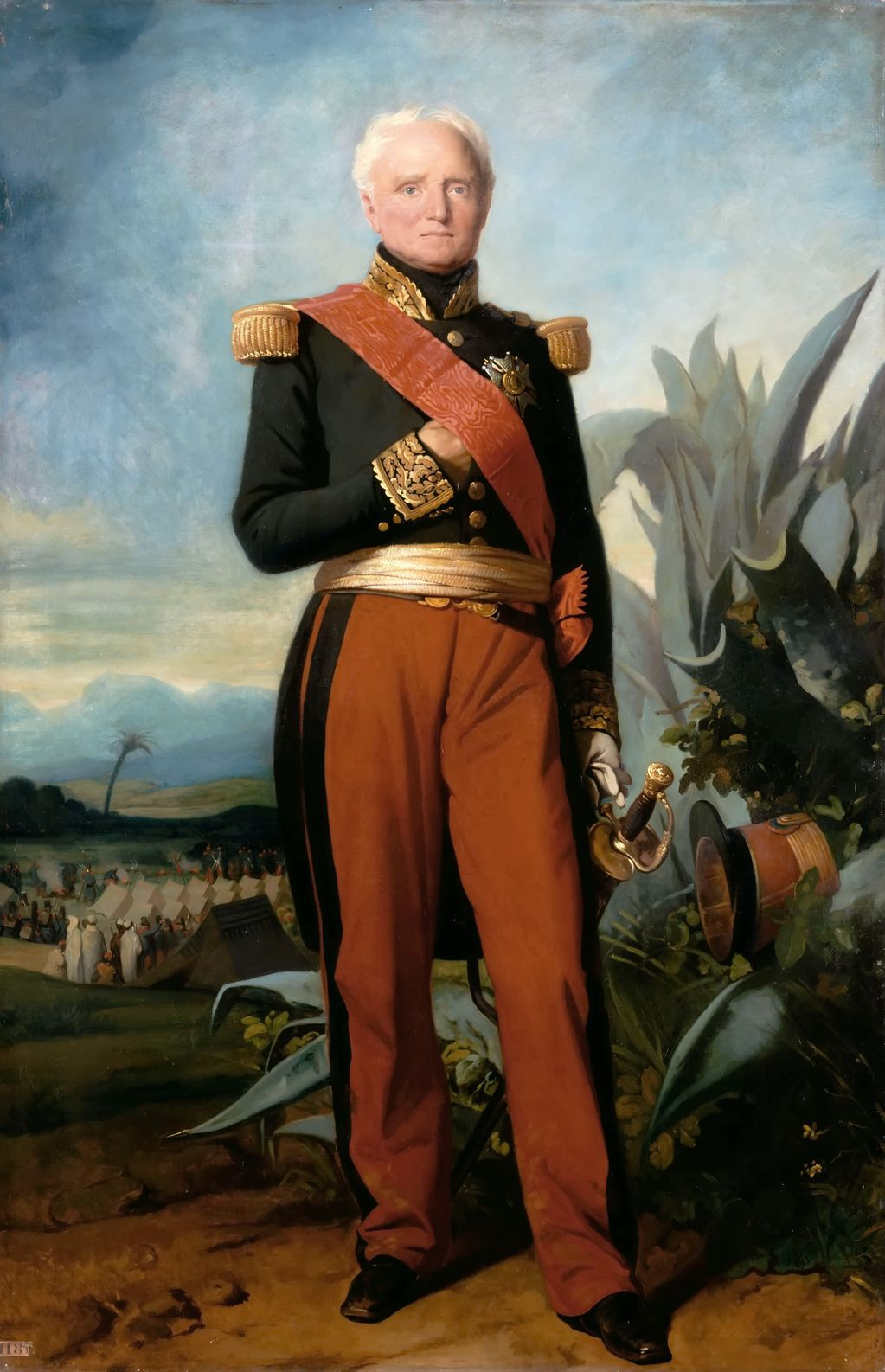
Thomas Robert Bugeaud, Porträt von Charles-Philippe Larivière (1798–1876). Bugeauds Unterschrift:

Thomas Robert Bugeaud, marquis de la Piconnerie, duc d’Isly (* 15. Oktober 1784 in Limoges; † 10. Juni 1849 in Paris) war Marschall von Frankreich und maßgeblich für die Eroberung Algeriens verantwortlich.

## Leben
Bugeaud de la Piconnerie stammte aus einer altadligen Familie des Périgord. Er trat 1804 als Grenadier in die Kaiserliche Garde ein, wurde bei Austerlitz Sous-lieutenant und kämpfte 1806 bei Pułtusk. Später war er unter Suchet bei Lerida, Tortosa und Tarragona in Spanien. Hier zeichnete er sich als Chef de bataillon am 13. September 1811 bei Cruz de Ordal hervorragend aus und wurde 1814 Oberst und Kommandant des 14e régiment d’infanterie. 1815 befehligte er die Vorhut des Armeekorps der Alpen unter Marschall Suchet.
Während der Restaurationszeit inaktiv, lebte Bugeaud auf seinem Landgut La Durantie (Dordogne) und war in seinem Departement für die Verbesserung der Landwirtschaft und des Volksunterrichts tätig. 1830 schloss er sich an Louis-Philippe an und wurde 1831 Maréchal de camp und Deputierter für Périgueux in der Kammer.

1832 erhielt er eine Brigade der Pariser Garnison, und bald darauf wurde er Oberkommandierender von Blaye, in deren Zitadelle damals die Herzogin von Berry gefangen saß. Als er der Bewachung der Herzogin wegen vom Deputierten Dulong beleidigt wurde, erschoss er ihn 1834 im Duell.
Zu etwas Schwerwiegenderem kam es aber beim Niederringen von Unruhen in Paris im April 1834, bei denen sich Bugeaud bei der Pariser Bevölkerung den Beinamen „L’homme de la rue Transnonain“ (= der Mann der Transnonainstraße) erwarb. 

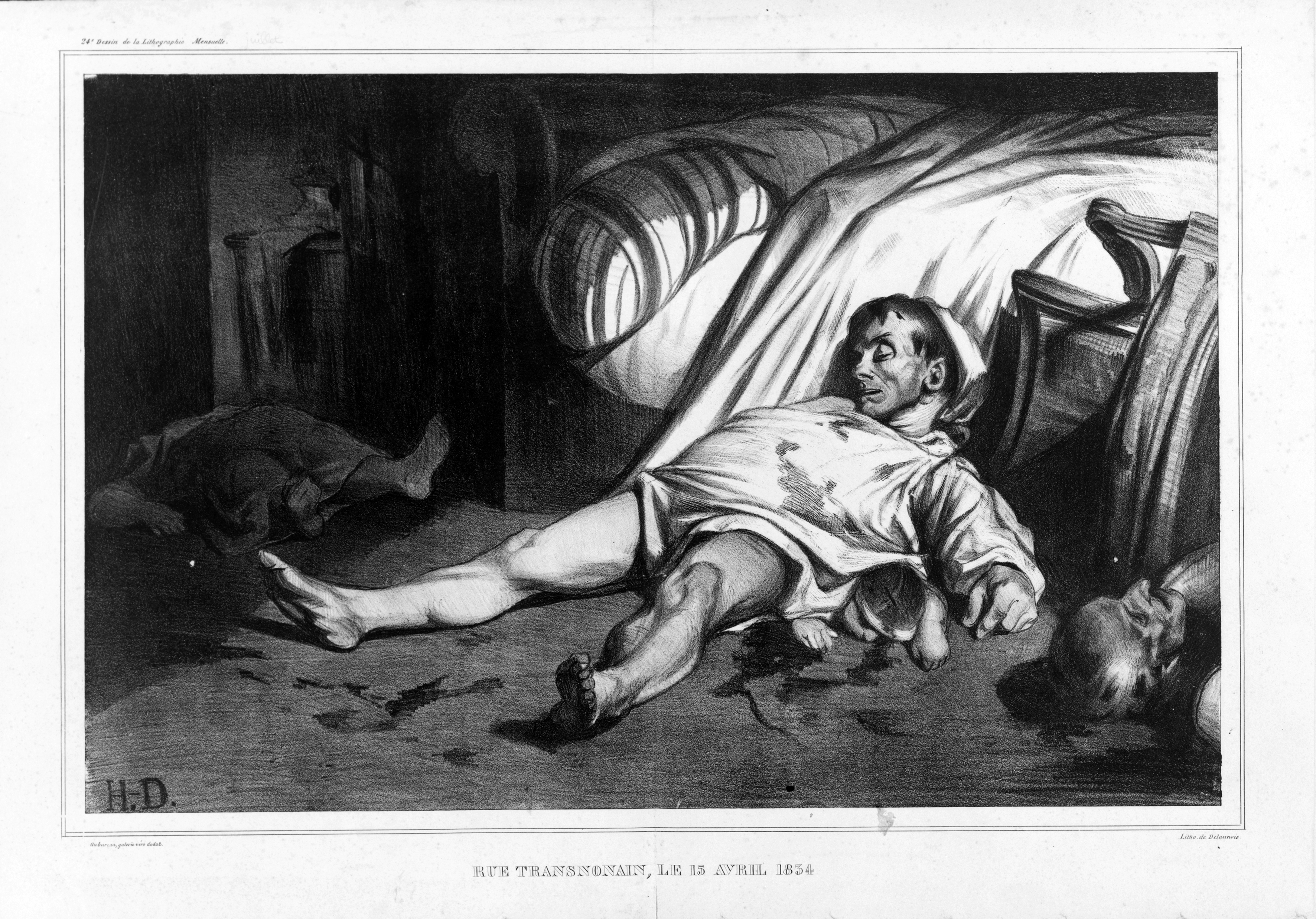
Honoré Daumier: Rue Transnonain, 13. April 1834

 In der heutigen „rue Beaubourg“ wurde eine der drei eingesetzten Brigaden von Bugeaud angeführt und drang in ein Haus ein, aus dem auf die Soldaten geschossen worden war. Alle Hausbewohner – Greise, Männer, Frauen und Kinder – wurden getötet. Bugeauds Einsatzbefehl an seine Männer hatte gelautet, alles zu töten und unbarmherzig keine Gnade walten zu lassen („Il faut tout tuer. Ainsi, point de quartier, soyez impitoyables.“)
In der Kammer erklärte sich Bugeaud gegen das allgemeine Stimmrecht, die Wahlreform, die Associationnen, war ein entschiedener Gegner der freien Presse und stimmte unter anderem für die Erhöhung des Kriegsbudgets.
Im Mai 1836 erhielt er das Kommando in Oran gegen Abd el-Kader. Durch Entsatz der von Abd el-Kader an der Tasna eingeschlossenen Truppen sowie durch den Sieg am Fluss Sika (6. Juli) erwarb er sich die Stellung eines Lieutenant-général.
Während der Kämpfe wurde das Zeltlager des 2. Spahi-Regiments bei Nefthah, einem Ort zwischen Mescara und Saide, überraschend angegriffen. Bugeaud stürzte aus seinem Zelt, vergaß dabei aber, seine Schlafmütze abzusetzen. Hauptmann Chambry schrieb über diesen Vorfall noch in der gleichen Nacht das Lied "La Casquette du père Bugeaud" auf die Melodie des 1812 entstandenen Fanfarenmarsches "Aux Champs (en marchant)", das bis heute im französischen Volksliederschatz steht.
| As tu vu, la casquette, la casquette, As tu vu, la casquett' au pèr' Bugeaud? Si tu ne l'as pas vue, la voilà Elle est sur sa tête Si tu ne l'as pas vue, la voilà Il n'y en a pas deux comme ça. Elle est fait', la casquette la casquette, Elle est fait' avec du poil de chameau! | Hast du gesehn die Mütze des Vaters Bugeaud? Wenn du sie nicht gesehn hast, hier ist sie! Sie ist auf seinem Kopf! Es gibt nirgends zwei wie diese! Wenn du sie nicht gesehen hast, wirst du sie sehen, die Mütze des Vaters Bugeaud! |

Bugeaud kehrte nach den Kämpfen nach Frankreich zurück, wurde aber schon im Frühjahr 1837 durch die Wiedererhebung der unterworfenen Stämme zur Rückkehr auf seinen Posten nach Oran genötigt. Er schloss am 31. Mai 1837 mit Abd el-Kader den Vertrag von Tasna ab und brachte durch zweckmäßige Verwaltung der Provinz selbst die Opposition in Frankreich zum Schweigen. Er schrieb darüber unter anderem: "Mémoire sur notre établissement dans la province d'Oran par suite de la paix" (Paris 1838).
Im Februar 1838 nahm er als Deputierter seinen Sitz im Zentrum der Kammer wieder ein und sprach sich 1840 energisch für die Befestigung von Paris aus. Ende 1840 wurde Bugeaud zum Gouverneur von Algerien ernannt, wo er als General und Organisator sehr erfolgreich wirkte. Nach Ausbruch des Kriegs mit Marokko drang er in das feindliche Gebiet ein und erkämpfte am 14. August 1844 den entscheidenden Sieg bei Isly, der ihm den Titel eines Herzogs von Isly eintrug, während er schon ein Jahr zuvor zum Maréchal de France ernannt worden war. Nach Vollendung der Unterwerfung Algeriens kehrte er im Mai 1847 nach Frankreich zurück.
In der Nacht vom 23. zum 24. Februar 1848 erhielt er das Kommando über die Truppen in Paris und entwarf einen energischen Operationsplan zur Niederschlagung der Revolution, wurde aber am 24. Februar, 10 Uhr vormittags, durch schriftlichen Befehl Louis-Philippes zum Rückzug genötigt und bald darauf vom Oberkommando abberufen. Auch seine Versuche, den König von der Abdankung abzuhalten, waren ohne Erfolg.
Zum Mitglied der Nationalversammlung gewählt, hielt er sich zur äußersten Rechten; er starb am 9. Juni 1849 in Paris an der Cholera. Er wurde im Caveau des Gouverneurs der Cathédrale Saint-Louis-des-Invalides in Paris beigesetzt. Ein Denkmal wurde ihm im August 1852 in Algier, ein andres in Périgueux gesetzt.

## Bugeaud in postkolonialer Perspektive
Das überlieferte Bild von Bugeaud, zum Teil folkloristisch getönt wie auch in die militärische Überlieferung eingebunden oder in der Heimatpflege gegenwärtig gehalten,  wurde mit Blick auf das koloniale Erbe nach dem Algerienkrieg differenzierter, aber auch umstrittener. In einer Darstellung des Algerienkrieges von 1982 wird an Bugeaud als einen „diktatorischen, ungehobelten Menschen, dem jedes Einfühlungsvermögen fehlte und dem Bestechlichkeit nicht fremd war“, erinnert. Als berüchtigtste Äußerung zum Umgang mit den algerischen Stämmen wird festgehalten, dass er die Soldaten zum „Ausräuchern bis zum Äußersten“ von denjenigen aufforderte, die auf der Flucht vor den Franzosen in Höhlen Zuflucht gesucht hatten, ein Verfahren, das ausdrücklich auch von Marschall Armand-Jacques-Achille Leroy de Saint-Arnaud unterstützt wurde und an dem Alexis de Tocqueville nichts auszusetzen fand. Die Zivilbevölkerung war für Bugeaud wie auch für Tocqueville um ihre Ländereien, Vorräte und Ernten zu bringen, damit sie entweder floh oder sich bedingungslos unterwarf.
Das in Europa geltende Kriegsrecht war in Algerien außer Kraft gesetzt, so dass die einheimische Bevölkerung als Gesamtgegner betrachtet wurde und mit keiner Schonung zu rechnen hatte, und in Bugeaud sah Tocqueville den geeigneten Soldaten, die Kolonisationsarbeit für die Unterbringung französischer und anderer europäischer Siedler erfolgreich voranzutreiben: 
„Er ist der erste, der überall und gleichzeitig die Art von Krieg zu führen verstand, der, in meinen wie in seinen Augen, die einzige in Afrika mögliche Art von Krieg ist; er hat dieses System von Krieg mit einer unvergleichlichen Energie und Kraft praktiziert.“
Zurück aus Algerien, spielte Bugeaud im Revolutionsgeschehen 1848 in Paris zunächst im Februar als Beteiligter und im Juni als Zeuge eine Rolle. Die Schwierigkeiten beim Niederringen des städtischen Aufstandes veranlassten ihn 1849 zum Abfassen einer folgenreichen Studie: „La guerre des rues et des maisons“ (= Der Straßen- und Häuserkrieg). In die Studie gingen seine Erfahrungen vom Kampf in Algier ein, wo er in der Altstadt durch Zerstörung Raum für ungehindertes militärisches Eingreifen hatte schaffen lassen. In der in 300 Exemplaren verbreiteten Schrift sieht Eyal Weizmann, am „Centre for Research Architecture“ am Goldsmiths College in London lehrender Architekt, die erste militärische Anleitung für den Krieg in den Städten. Erste Auswirkungen der Schrift Bugeauds zeigten sich nämlich in der Stadtplanung bei Georges-Eugène Haussmann sowohl in Paris wie in Buenos Aires, und zwar in der Avenida de Mayo. Für Weizman liegt die Bedeutung Bugeauds darin, dass er die moderne Stadt und die Aufstandsbekämpfung erfunden habe. Um über die „Beduinen der Metropole“, nämlich den inneren Feind zu siegen, ist für Bugeaud alles erlaubt: „Es geht um die Erklärung des Krieges bis zum Äußersten. Er muss bis zum Äußersten geführt werden.“

## Ausstrahlung nach Argentinien
Domingo Faustino Sarmiento hatte sich 1847 bei einer Reise nach Algerien von Bugeaud in die Strategie des Kolonialkrieges einführen lassen. Sarmiento zählte auf Anregungen für den Umgang mit den argentinischen Indianern, die er als hinderlich für die europäische Erschließung Argentiniens ansah (siehe Wüstenkampagne und Barbarei und Zivilisation). In seinem Reisebericht legte er nieder, welche Parallelen er zwischen den von Abd el-Kader angeführten Algeriern und den Indianern sah.
Marie-Monique Robin sieht Bugeaud in ihrem Buch über die Todesschwadrone an der Geburt der französischen Doktrin beteiligt, die sich während der argentinischen Militärdiktatur über die Vermittlung französischer Militärs in der Operation Condor niederschlug.

## Werke
- Mémoire sur notre établissement dans la province d'Oran par suite de la paix. Paris 1838.
- De l'organisation unitaire de l'armée avec l'infanterie partie detachee et partie cantonnee. Paris 1835.
- Œuvres militaires du maréchal Bugeaud. Librairie Militaire de L. Baudoin et Ce., Paris 1883 (online)
- La guerre des rues et des maisons. Jean-Paul Rocher, Paris 1997, ISBN 2-911361-05-9.